# Scopula nivellearia
Scopula nivellearia är en fjärilsart som beskrevs av Charles Oberthür 1922. Scopula nivellearia ingår i släktet Scopula och familjen mätare. Inga underarter finns listade.